# جوناثان شو (عسكري)
جوناثان شو (بالإنجليزية: Jonathan Shaw)‏ هو عسكري بريطاني، ولد في 22 نوفمبر 1957 في ليدز في المملكة المتحدة.